# Référendums liechtensteinois de 1961
Trois référendums ont lieu au Liechtenstein les 12 mars, 6 août et 8 décembre 1961.

## Référendum de mars

### Contenu
Le référendum porte sur une modification de la répartition des taxes entre les municipalités.
Il s'agit d'un référendum facultatif d'origine parlementaire : le Landtag décide le 30 janvier 1961 de soumettre le projet de loi à la votation dans le cadre de l'article 66 de la constitution.

### Résultats
| Choix                                 | Votes | %     |
| ------------------------------------- | ----- | ----- |
| Pour                                  | 1 952 | 66,69 |
| Contre                                | 975   | 33,31 |
| Votes blancs et invalides             | 120   | –     |
| Total                                 | 3 047 | 100   |
| Inscrits/Participation                | 3 595 | 84,76 |
| Source: Démocratie Directe (Allemand) |       |       |

## Référendum d’août

### Contenu
Il s'agit d'une initiative populaire proposant une modification de la loi sur les terrains.
L'article 10 de la loi de 1945 sur les Terres au Liechtenstein stipule que les propriétaires ne participant pas à un vote sur des fusions de terrain sont comptés comme "votes pour". L'initiative propose d'une part que les propriétaires non présents lors d'un vote ne soient pas pris en compte lors du comptage des voix, et d'autre part qu'ils puissent se faire représenter en leur absence.
Le Parti progressiste des citoyens ainsi que l'association paysanne nationale s'y opposent.
Le seuil de 600 inscrits ayant été atteint, l'initiative est envoyé devant le Landtag dans le cadre de l'article 64.2 de la constitution. Le parlement la rejette, entraînant sa mise en votation.

### Résultats
| Choix                                 | Votes | %     |
| ------------------------------------- | ----- | ----- |
| Pour                                  | 1 548 | 60,92 |
| Contre                                | 1 008 | 39,08 |
| Votes blancs et invalides             | 159   | –     |
| Total                                 | 2 700 | 100   |
| Inscrits/Participation                | 3 621 | 74,57 |
| Source: Démocratie Directe (Allemand) |       |       |

## Référendum de décembre

### Contenu
Il s'agit d'une initiative populaire proposant une modification de l'article 22 de la constitution sur les droits de chasse.
Une initiative populaire d'ordre législatif passe le seuil des 600 signatures le 18 mai 1961. Celle-ci demande que les permis de chasse dans une municipalité soient attribués de préférence aux habitants de cette municipalité.
La Cour Constitutionnelle déclare l'initiative inconstitutionnelle car établissant une discrimination entre les citoyens.
Une nouvelle initiative populaire d'ordre constitutionnel propose alors un amendement à l'article 22 de la Constitution du Liechtenstein liant les droits de chasse au lieu de résidence.
Le seuil de 900 inscrits ayant été atteint, l'initiative est envoyée devant le Landtag le 5 octobre 1961 dans le cadre de l'article 64.2 de la constitution. Le parlement la rejette, entraînant sa mise en votation.
Il s'agit de la première votation ayant lieu après le relèvement de 600 à 900 du nombre de signatures nécessaires pour un changement d'ordre constitutionnel, ainsi que la première dont le résultat positif se voit opposé le veto du Prince de Liechtenstein.

### Résultats
| Choix                                 | Votes | %     |
| ------------------------------------- | ----- | ----- |
| Pour                                  | 1 416 | 51,03 |
| Contre                                | 1 359 | 48,97 |
| Votes blancs et invalides             | 136   | –     |
| Total                                 | 2 911 | 100   |
| Inscrits/Participation                | 3 619 | 80,44 |
| Source: Démocratie Directe (Allemand) |       |       |

Le Prince de Liechtenstein met son veto au résultat de la votation le 2 janvier 1962 et demande au gouvernement de préparer une nouvelle loi sur les permis de chasse, qui sera proposée à la votation le mois suivant.